# Terry Norris (acteur)
Terry Norris est un acteur australien né le 9 juin 1930 à Richmond et décédé le 20 mars 2023.

## Filmographie

### Cinéma
- 1971 : Stork : le père d'Anna
- 1973 : The Spiders : le vieil homme
- 1975 : The Great MacArthy : le père de Vera
- 1977 : High Rolling : le fermier
- 1994 : Lucky Break : le juge
- 1997 : Road to Nhill : Ted
- 1998 : Deathbed of an Undertaker : Bert
- 1998 : Mrs Craddock's Complaint : M. Craddock
- 2000 : Innocence : John
- 2001 : Hostage to Fate : M. Boyle
- 2001 : Bowl Me Over : Bob
- 2004 : Human Touch : Ouspensky
- 2005 : Three Dollars : Alfred Price
- 2006 : Irresistible : le magistrat
- 2006 : The Barrows : M. Barrow
- 2007 : Romulus, My Father : Tom Lillie
- 2008 : Salvation : le guide de la gallerie
- 2008 : Zyco Rock : le grand-père
- 2010 : Le Monde de Narnia : L'Odyssée du Passeur d'Aurore : Lord Bern
- 2014 : Aéro Kids : le grand-père
- 2015 : Force of Destiny : Derek
- 2015 : Looking for Grace : Norris
- 2015 : Haute Couture : Septimus
- 2018 : Dying for A Laugh : Ken
- 2018 : Mortal Engines : Professeur Arkengarth
- 2019 : Judy et Punch : Scaramouche
- 2022 : The King's Daughter : Grand Chamberlain

### Télévision
- 1961 : The Eggheads (7 épisodes)
- 1963-1964 : Consider Your Verdict : le procureur de la couronne (8 épisodes)
- 1964-1972 : Homicide : plusieurs personnages (27 épisodes)
- 1965 : Romanoff et Juliette : l'espion
- 1967-1977 : Bellbird : Joe Turner et Kev (1137 épisodes)
- 1968-1969 : Hunter: Delaney, Grant et Kramer (3 épisodes)
- 1969-1975 : Division 4 : Des Phillips, Fred et Joe Swithen (4 épisodes)
- 1972-1975 : Matlock Police : Bill Thomas, Clive Atkinson et Frank Simpson (5 épisodes)
- 1975-1976 : The Last of the Australians : Blue Dawson (9 épisodes)
- 1977-1978 : Bobby Dazzler : Oncle Oz (8 épisodes)
- 1977-1984 : Cop Shop : Sergent Eric O'Reilly (504 épisodes)
- 1999 : L'Arche de Noé : le grand prêtre (2 épisodes)
- 2001 : Something in the Air : Fred (5 épisodes)
- 2001 : Horace and Tina : Ern (6 épisodes)
- 2002 : Stingers : Unité secrète : Arthur Gascon (1 épisode)
- 2010 : City Homicide : L'Enfer du crime : Bill Lalor (1 épisode)
- 2011 : Killing Time : Rod Fraser (6 épisodes)
- 2012 : Miss Fisher enquête : Franklin D. Weston (1 épisode)

- 2016-2021 : Jack Irish : Eric
- 2019-2020 : Bloom : Herb Webb (10 épisodes)